# Hallennes-lez-Haubourdin
Hallennes-lez-Haubourdin ist eine französische französische Gemeinde mit 4739 Einwohnern (Stand: 1. Januar 2022) im Département Nord in der Region Hauts-de-France. Sie gehört zum Arrondissement Lille und zum Kanton Lille-6. Die Einwohner werden Hallennois genannt.

## Geographie
Hallennes-lez-Haubourdin liegt als Banlieue etwa sieben Kilometer südwestlich des Stadtzentrums von Lille im Flachland von Französisch-Flandern. Unmittelbar nördlich von Hallennes-lez-Haubourdin trifft die autobahnartig ausgebaute Route nationale 41 auf die Autoroute A25.

### Nachbargemeinden
| Escobecques       | Englos                                      | Sequedin   |
| Erquinghem-le-Sec | Kompassrose, die auf Nachbargemeinden zeigt | Haubourdin |
| Beaucamps-Ligny   | Santes                                      |            |

## Geschichte
1127 wurde der Ort Halesnes erstmals in den Urkunden des Bischofs von Tournai erwähnt. 

### Bevölkerungsentwicklung
| Jahr      | 1962 | 1968 | 1975 | 1982 | 1990 | 1999 | 2011 | 2020 |
| Einwohner | 1894 | 2405 | 3286 | 3251 | 3851 | 3810 | 4009 | 4697 |

## Sehenswürdigkeiten
- Kirche Saint-Vaast, datiert auf 1127, Glockenturm von 1418, Monument historique seit 1927
- Kirche von Hallennes
- Gutshof von Fromez, Teile aus dem 17. Jahrhundert, seit 1984 Monument historique
- Herrenhaus Hallennes mit Kapelle Notre-Dame de Grâces, errichtet 1502, Monument historique seit 1975

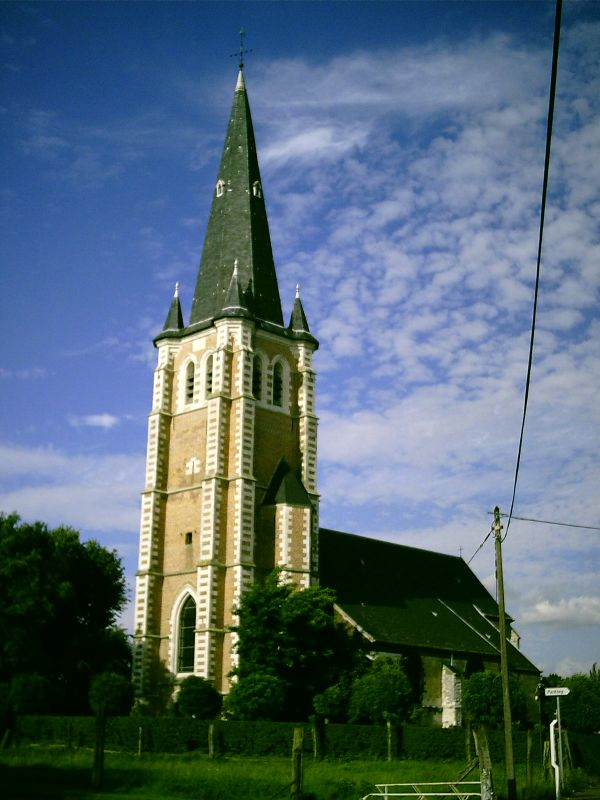
Kirche Saint-Vaast
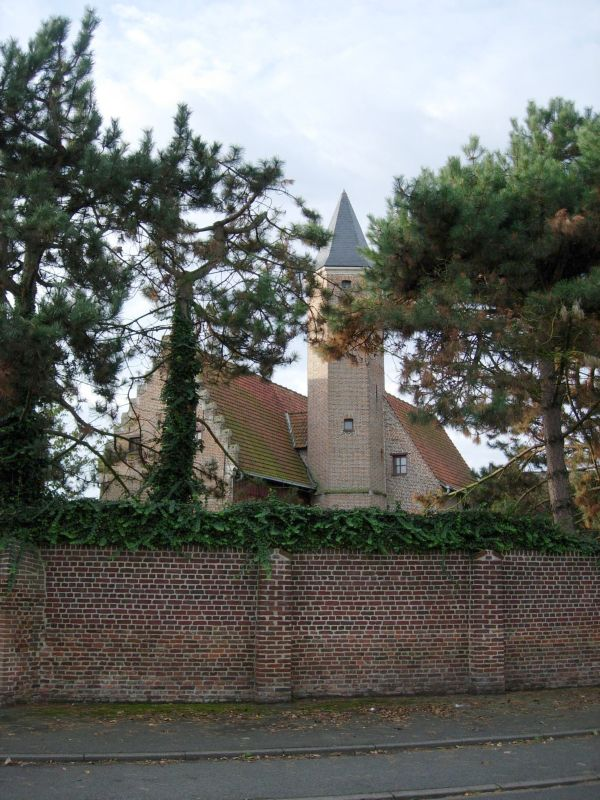
Herrenhaus

## Persönlichkeiten
- Didier Vanoverschelde (* 1952), Radrennfahrer